# Milk (drag queen)
Milk (Syracuse, 23 de junio de 1987), nombre artístico de Daniel P. Donigan, es una artista drag y modelo de moda estadounidense quién atrajo la atención internacional por competir en la sexta temporada de RuPaul's Drag Race, y en la tercera temporada de RuPaul's Drag Race: All Stars.

## Primeros años
Donigan fue criado por una familia conservadora pero comprensiva en Syracuse (Nueva York). Comenzó a patinar sobre hielo a los 9 años y llegó a ser patinador artístico de competición, hasta 2009.

## Carrera
Tras mudarse a Nueva York en 2012, Donigan comenzó una carrera a tiempo completo como artista drag. Donigan llamó la atención por primera vez cuando apareció en la sexta temporada de RuPaul's Drag Race en 2014. De 14 concursantes, Milk quedó en noveno lugar en general, perdiendo un lip sync contra Trinity K. Bonet en el sexto episodio. El 20 de octubre de 2017, Donigan fue anunciado como uno de los 10 concursantes de RuPaul's Drag Race All Stars 3. Fue eliminada por Kennedy Davenport en el tercer episodio, quedando en octavo lugar. Volvió a quedar en noveno después de que Morgan McMichaels regresara a la competencia.
Fuera de Drag Race, Donigan ha modelado para la campaña primavera/verano de 2016 de Marc Jacobs y la campaña S/S de 2018 de Vivienne Westwood. Apareció en la colección otoño de 2018 de Perry Ellis. En trabajos impresos, fue portada del tercer número de la revista Hello Mr. y apareció en el tercer número de Gayletter y en el número de enero de 2018 de Gay Times. Apareció en un número de 2014 de la revista Next Magazine. Fue anunciado como el nuevo rostro de la línea de cuidado de la piel de Madonna, MDNA Skin. En 2017 Milk apareció como Madonna en un vídeo de promoción de la gama de cuidado de la piel, vistiéndose con varios de sus trajes icónicos.
Actuó en la pista de patinaje artístico de Bryant Park para el evento Guys On Ice con fines benéficos para el Ali Forney Center.

## Música
Donigan formó el grupo The Dairy Queens en 2016, cuyo primer sencillo, "Milk It", se publicó el 2 de julio de 2016. Después lanzó su primer sencillo en solitario, "Touch the Fashion, Change Your Life", que interpretó en directo en el primer episodio de All Stars 3 en 2017.

## Vida personal
Donigan es un ex patinador sobre hielo que se clasificó en los 2009 U.S. Figure Skating Championships en la categoría Junior Ice Dance.
Donigan vive actualmente en Nueva York. Mantuvo una relación abierta con James B. Whiteside, bailarín principal del American Ballet Theatre, por 12 años. En octubre de 2020, Donigan anunció en Instagram que se habían separado amistosamente.

## Filmografía

### Televisión
| Año  | Título                                     | Papel      | Notas                      |
| ---- | ------------------------------------------ | ---------- | -------------------------- |
| 2014 | RuPaul's Drag Race (temporada 6)           | Ella misma | Concursante (Noveno lugar) |
| 2016 | Skin Wars                                  | Ella misma | Episodio: "Miss Skin Wars" |
| 2018 | RuPaul's Drag Race All Stars (temporada 3) | Ella misma | Concursante (Noveno lugar) |
| 2019 | Hey Qween                                  | Ella misma | Invitada                   |
| 2019 | Watch What Happens Live with Andy Cohen    | Ella misma | Invitada                   |

### Vídeos musicales
| Año  | Título          | Artista  | Ref.   |
| ---- | --------------- | -------- | ------ |
| 2020 | Fashion Blogger | Rhyme So | [ 28 ] |

### Web
| Año       | Título                           | Papel      | Notas                                | Ref.   |
| --------- | -------------------------------- | ---------- | ------------------------------------ | ------ |
| 2014      | James St. James: Transformations | Ella misma | Invitada                             | [ 29 ] |
| 2014–2018 | Milk's LegenDAIRY Looks          | Ella misma | Anfitriona                           | [ 30 ] |
| 2014–2017 | #MarcoMarcoShow Backstage        | Ella misma | Modelo                               | [ 31 ] |
| 2014      | Ring My Bell                     | Ella misma | Invitada                             | [ 32 ] |
| 2015      | Drag Queens React                | Ella misma | Parte 2                              | [ 33 ] |
| 2017      | $TRANGER$ FOR CA$H               | Ella misma | Junto con Kim Chi                    | [ 34 ] |
| 2017      | How to Makeup                    | Ella misma | Episodio: "Milk's Finishing Touches" | [ 35 ] |
| 2017      | Craiglist Missed Connections     | Ella misma | Invitada                             | [ 36 ] |
| 2018      | Whatcha Packin'                  | Ella misma | Invitada                             | [ 37 ] |
| 2018      | M.U.G.                           | Ella misma | Junto con Kim Chi                    | [ 38 ] |
| 2020      | BBC Sport                        | Ella misma | Invitada                             | [ 39 ] |
| 2022      | Out of the Closet                | Ella misma | Invitada                             | [ 40 ] |

## Discografía
Sencillos
| Año  | Canción             | Ref(s) |
| ---- | ------------------- | ------ |
| 2016 | "Milk It"           | [ 20 ] |
| 2018 | "Touch the Fashion" | [ 21 ] |

### Sencillos destacados
| Título                                                                                                | Año  | Álbum              |
| --- | ---- | ------------------ |
| "Sitting on a Secret" (RuPaul junto con Aja, Chi Chi DeVayne, Milk, Morgan McMichaels, & Thorgy Thor) | 2018 | Sencillo sin álbum |